# Loco Hills
Loco Hills es un lugar designado por el censo ubicado en el condado de Eddy en el estado estadounidense de Nuevo México. En el Censo de 2010 tenía una población de 126 habitantes y una densidad de población de 56,7 habitantes por km².

## Geografía
Loco Hills se encuentra ubicado en las coordenadas 32°49′11″N 103°58′42″O / 32.81972, -103.97833. Según la Oficina del Censo de los Estados Unidos, Loco Hills tiene una superficie total de 2,22 km², de la cual 2,22 km² corresponden a tierra firme y (0%) 0 km² es agua.

## Demografía
Según el censo de 2010, había 126 personas residiendo en Loco Hills. La densidad de población era de 56,7 hab./km². De los 126 habitantes, Loco Hills estaba compuesto por el 90,48% blancos, el 0,79% eran afroamericanos, el 0% eran amerindios, el 0% eran asiáticos, el 0% eran isleños del Pacífico, el 6,35% eran de otras razas y el 2,38% pertenecían a dos o más razas. Del total de la población el 18,25% eran hispanos o latinos de cualquier raza.